# Фаєрвол (фізика)
Фаєрвол чорної діри — гіпотетичне явище, коли спостерігач, що потрапляє в чорну діру, стикається з квантами високої енергії на горизонті подій (або поблизу нього). Феномен «фаєрволу»[невідомий термін] запропонували 2012 року фізики Ахмед Алмхейрі, Дональд Марольф, Джозеф Полчинскі та Джеймс Саллі як можливе рішення очевидної неузгодженості у комплементарності чорних дір. Пропозицію іноді називають фаєрволом AMPS, як акронім авторів публікації 2012 року. Застосування фаєрволу для усунення цієї невідповідності залишається суперечливим, оскільки фізики, що вивчають високі енергії, розділились усвоєму ставленні до фаєрволу як розв'язку парадоксу. Спостереження LIGO 2016 року надали дуже попередні докази існування фаєрволу або іншого явища, яке в крайніх випадках, здається, порушує теорію відносності.

## Мотивуючий парадокс
Згідно з квантовою теорією поля у викривленому просторі-часу, кожен випадок випромінювання Гокінга являє собою дві взаємно сплутані частинки. Одна частинка полишає чорну діру як квант випромінювання Гокінга; другу частинку поглинає чорна діра. Припустимо, чорна діра утворилась у скінчений час у минулому і повністю випарується у певний скінчений час у майбутньому. Тоді вона випустить лише скінчену кількість інформації, закодовану в межах випромінювання Гокінга. Припустимо, що за час {\displaystyle t} більше половини інформації вже було випущено. Згідно з дослідженнями фізиків, таких як Дон Пейдж і Леонард Сасскінд, вихідна частинка, що виділяється у час {\displaystyle t} має бути сплутана з усім випромінюванням Гокінга, що було випромінено чорною дірою раніше. Це створює парадокс: принцип, який називається «моногамією заплутаності», вимагає, що, як і будь-яка квантова система, вихідна частка не може бути повністю сплутана одночасно з двома незалежними системами; однак тут, як видається, вихідна частинка є сплутаною як з частинкою, що опускається у чорну діру, так і незалежно з колишнім випромінюванням Гокінга.
Для розв'язку парадоксу, фізики можуть зрештою бути змушені відмовитися від однієї з трьох перевірених часом теорій: принципу еквівалентності Ейнштейна, унітарності або існуючої квантової теорії поля.

### Розв'язок парадоксу за допомогою «фаєрволу»
Деякі вчені припускають, що сплутаність між часткою, що тікає, і часткою, що падає на чорну діру, має якось негайно розриватися. Розрив цієї сплутаності вивільнює величезну кількість енергії, створюючи тим розпечений «фаєрвол чорної діри» на горизонті подій. Це рішення вимагає порушення принципу еквівалентності Ейнштейна, який стверджує, що вільне падіння не відрізняється від плавання в порожньому просторі. Припущення про таке порушення було охарактеризовано науковою спільнотою як «обурливе»; один теоретик скаржився, що «фаєрвол просто не може з'явитися в порожньому просторі, так само, як цегляна стіна не може раптово з'явитися в порожньому полі, і вдарити вас по обличчю».

### Розв'язки парадоксу без фаєрволу
Деякі вчені припускають, що між випромінюваною часткою і попереднім випромінюванням Хокінга насправді немає сплутаності. Такий розв'язок вимагав би втрати інформації у чорній дірі, суперечливого порушення унітарності.
Інші вчені, такі як Стів Гіддінгс, пропонують модифікувати квантову теорію поля таким чином, щоб сплутаність поступово втрачалася по мірі розділення частинок, що втікають і падають на чорну діру, що призводило до більш поступового вивільнення енергії всередині чорної діри, і, отже, не створювало фаєрвол.
Хуан Мальдасена і Леонард Сасскінд запропонували в ER = EPR, що частинки, які втікають та падають, так чи інакше пов'язані з червоточинами, а тому не є незалежними системами; однак, з 2013 року ця гіпотеза все ще залишається «роботою, що триває».
Уявлення про волохатої кульки (fuzzball) вирішує дилему, замінюючи вакуум «без волосся» стрункою квантовим станом, таким чином явно зв'язуючи будь-яке випромінююче випромінювання Хокінга з історією утворення чорної діри.
У січні 2014 року Стівен Гокінг отримав широкомасштабне висвітлення у ЗМІ з неофіційною пропозицією замінити горизонт подій чорної діри «видимим горизонтом», де речовина, яка падає, спочатку зупиняється, а потім звільняється; однак, деякі вчені висловили нерозуміння щодо того, що саме пропонується і як ця пропозиція розв'яже парадокс.
Теорія Ейнштейна — Картана виключає такі сингулярності, як великий вибух і чорні діри.

## Характеристики та виявлення
Фаєрвол буде існувати на горизонті подій чорної діри і буде невидимим для спостерігачів за межами горизонту подій. Матерія, що проходить через горизонт подій у чорну діру, негайно буде «повністю спалена» завдяки довільно гарячому «киплячому вирі частинок» у фаєрволі.
При злитті двох чорних дір, характеристики фаєрволі (якщо такі є) можуть залишати відбиток на вихідному гравітаційному випромінюванні як «відлуння», коли хвилі відскакують в околі нечіткого горизонту подій. Очікувана кількість таких відлунь теоретично неясна, оскільки зараз фізики ще не мають хорошої фізичної моделі фаєрволів. У 2016 році космолог Ніяеш Афшорді та інші виявили попередні ознаки існування такого відлуння в даних першого злиття чорних дір, виявлених LIGO; Ашфорді підрахував, що, якщо патерни є наслідком випадкового шуму, то шанс побачити такі відлуння лише близько 1 на 270. Протягом наступних двох років гіпотеза нульового «випадкового шуму» має бути більш твердо підтверджена або відхилена, по мірі того, як додаткові дані накопичуються LIGO. Якщо це буде підтверджено, це відлуння були б вагомим доказом на користь існування фаєрволу, волохатої кульки або іншої нової версії порушення класичної загальної теорії відносності на горизонті подій.